# Juan Pablo Carrizo
Juan Pablo Carrizo (né le 6 mai 1984 à Villa Constitución en Argentine) est un footballeur international argentin qui joue au poste de gardien de but.

## Biographie
Titulaire dans les buts du CA River Plate, il a été sélectionné parmi les trois gardiens de l'équipe d'Argentine pour disputer la Copa América du 26 juin au 15 juillet 2007 au Venezuela. À la suite de cette compétition, il s'est engagé avec la Lazio Rome. Mais ne possédant pas encore la nationalité italienne, et la Lazio ayant déjà son quota de joueurs extra-communautaires, il est prêté à Club Atlético River Plate en août 2007, pour revenir à Rome en janvier 2008 ou plus tard, dès qu'il sera en possession de son nouveau passeport. Finalement c'est en juillet 2008 qu'il rejoint officiellement la Lazio Rome. Pour la saison 2009-2010, il est prêté au Real Saragosse. La saison suivante, il est prêté avec option d'achat de six millions d'euros à son club formateur de River Plate.
En 2017, il signe au CF Monterrey.

## Palmarès
Juan Pablo Carrizo remporte la Coupe d'Italie en 2009 avec la Lazio Rome après avoir remporté le Championnat d'Argentine de clôture à deux reprises en 2004 et 2008.